# 慎姓
慎姓是中文姓氏之一，在《百家姓》中排第340位。

## 起源
- 墨家學者禽滑釐，字慎子，其後人以慎為姓。
- 楚國宗室白公勝，封有慎（今安徽穎上），後人改為慎姓。《姓氏考略》：“春秋時，楚國有慎縣，白公之邑，其後人以地為氏，望出天水。”

## 延伸阅读
[在维基数据编辑]
 《百家姓》
 《欽定古今圖書集成·明倫彙編·氏族典·慎姓部》，出自陈梦雷《古今圖書集成》